# Valkeajärvi (sjö i Finland, Lappland)
Valkeajärvi är en sjö i Finland. Den ligger i kommunen Pello i landskapet Lappland, i den norra delen av landet, 700 km norr om huvudstaden Helsingfors. Valkeajärvi ligger 165,3 meter över havet. Arean är 21,6 hektar och strandlinjen är 2,9 kilometer lång. Sjön  ingår i Torne älvs huvudavrinningsområde. 